# Only Teardrops
 (срп. Само сузе) сингл је и албум данске певачице Емели де Форест. Песму су написали Лисе Кабле, Јулија Фабрин Јакобсен и Томас Стенгорд, а ово је победничка нумера Евровизије 2013. одржане у шведском граду Малмеу.

## Евровизија
Након што је неколико година била самофинансирајући музичар, Емели се пријавила на дански предизбор за Евровизију. Тако је Only Teardrops постала једна од десет нумера између којих су гласачи и чланови жирија бирали. Финале је одржано у јануару. У суперфинале су прошла три извођача, међу којима и Де Форестова. Одржано је 26. јануара, а Емели је победила са 11 бодова од жирија и 15 од публике (половина укупног).
Песма је изведена пета у првом полуфиналу Евровизије одржаном у уторак 14. маја 2013 и квалификовала се за финале одржано у суботу 18. маја. У конкуренцији од 25 других извођача, Емели де Форест је уз Only Teardrops освојила прво место да 281 бодом.

## Слушаност
Убрзо након победе на предизбору Данск мелоди гран-при 2013. нумера је доспела на друго место на списку четрдесет најпродаванијих песама у Данској преко Ајтјунса. Такође, Емели је са издавачком кућом Јуниверзал мјузик потписала уговор 25. марта. Након тога, 14. априла, објавила је да ће први албум Only Teardrops објавити 6 маја. То се и догодило, а на албуму се налази дванаест песама, укључујући оригиналну и симфонијску верзију представничке песме. Сем песме Only Teardrops, као запажени сингл издвојио се и Hunter & Prey.
| Назив | Детаљи                                                         | Највиша позиција |
| Назив | Детаљи                                                         | ДАН              |
| ----- | -------------------------------------------------------------- | ---------------- |
|       | - датум: 6. мај 2013. - издавач: Јуниверзал мјузик - формат: , | 13               |

| Година | Назив | Највиша позиција | Највиша позиција | Највиша позиција |
| Година | Назив | БЕЛ              | ДАН              | ХОЛ              |
| ------ | ----- | ---------------- | ---------------- | ---------------- |
| 2013.  |       | 35               | 2                | 36               |
| 2013.  |       | —                | —                | —                |